# Riverview (Alberta)
Riverview est un hameau (hamlet) du Comté de Saint-Paul No 19, situé dans la province canadienne d'Alberta.